# Wahlenbergia luteola
Wahlenbergia luteola là loài thực vật có hoa trong họ Hoa chuông. Loài này được P.J.Sm. miêu tả khoa học đầu tiên năm 1986.